# Konrotační a disrotační reakce
Elektrocyklické reakce lze podle rotací konců molekul rozdělit na konrotační a disrotační. U konrotačních oba atomové orbitaly rotují stejným směrem (proti nebo po směru hodinových ručiček). V disrotačních reakcích atomové orbitaly koncových skupin rotují opačnými směry. cis/trans geometrie výsledných produktů závisí na tom, jestli reakce probíhá konrotačně či disrotačně.
Určit, jestli daná reakce probíhá konrotačně nebo disrotačně je možné prozkoumáním molekulových orbitalů jednotlivých molekul podle několika pravidel: kolik elektronů obsahuje pí-systém a zda je reakce spouštěna působením světla. Těmito pravidly lze odvodit také stereochemii elektrocyklických reakcí.
| Systém             | Tepelná reakce | Fotochemická reakce |
| ------------------ | -------------- | ------------------- |
| "4n" elektronů     | Konrotační     | Disrotační          |
| "4n + 2" eleltronů | Disrotatační   | Konrotační          |

## Příklad fotochemické reakce
Analýza fotochemické elektrocyklické reakce zahrnuje HOMO, LUMO a korelační diagramy.
Elektron se dostane do LUMO změnou hraničního molekulového orbitalu zapojeného do reakce.

## Příklad tepelné reakce
Jako příklad je použita tepelná přeměna trans-cis-trans-okta-2,4,6-trienu na dimethylcyklohexadien. Protože má oktatrien „4 n + 2“ elektronů, tak podle Woodwardových–Hoffmannových pravidel bude reakce probíhat disrotačně.
Tepelné elektrocyklické reakce probíhají v HOMO a je tak třeba nejprve načrtnout příslušné molekulové orbitaly. Následně se vytvoří nová vazba uhlík–uhlík ze dvou orbitalů p, které se otočí o 90°. Jelikož je ke vzniku nové vazby potřeba dostatečný překryv orbitalů, tak se tyto orbitaly musí otočit určitým způsobem. zde disrotačně.
Konrotace by vedla k překryvu jednoho bíle označeného a jednoho černě označeného laloku, což by vyvolalo nežádoucí interference a nová vazba by nevznikla.
Určit se takto dá i cis/trans geometrie produktu. Pokud p-orbitaly rotují dovnitř, pak dvě methylové skupiny rotují nahoru. Protože oba methyly směřují „vzhůru“, tak je produktem cis-dimethylcyklohexadien.

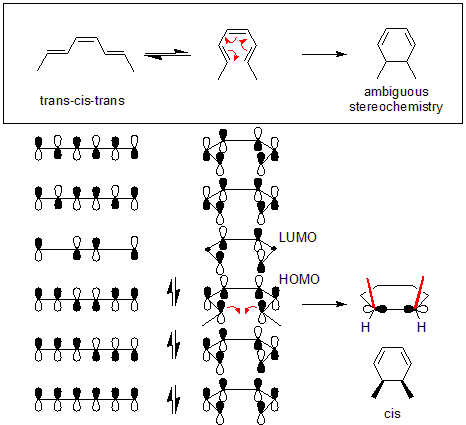
Disrotační uzavírání kruhu